# Biblioteca di Fantasy
Fantasy, poi rinominata Biblioteca di Fantasy, è stata una collana editoriale di narrativa fantasy pubblicata in Italia da Arnoldo Mondadori Editore a cadenza irregolare fra 1989 e 1993, per un totale di 19 numeri.

## Storia editoriale
Nel corso degli anni Settanta il mercato editoriale italiano si era aperto all'importazione della letteratura fantasy angloamericana, genere già presente sporadicamente nelle pubblicazioni di fantascienza (quali Urania, Galassia o Cosmo) ma pienamente sdoganato da iniziative editoriali specifiche quali la Fantacollana di Editrice Nord oppure Orizzonti di Fanucci Editore. Inizialmente Arnoldo Mondadori Editore intercettò questa nuova domanda stampando opere di genere nelle proprie collane generaliste, ma fra 1988 e 1989 l'azienda lanciò contemporaneamente sul mercato tre diverse collane espressamente dedicate al fantasy e fra loro complementari: i tascabili Urania Fantasy per il circuito delle edicole, i tascabili Oscar Fantasy per la distribuzione in libreria, e la linea di brossure in grande formato Fantasy, ribattezzata Biblioteca di Fantasy già dal numero 7 di gennaio 1991.
La Biblioteca di Fantasy fu inizialmente diretta da Gian Franco Orsi, cui si affiancò come curatore Giuseppe Lippi a partire dal numero 10, e fu espressamente dedicata alle saghe di sottogenere high fantasy articolate in più romanzi di dimensioni cospicue: in particolare importò in Italia le Cronache di Thomas Covenant, un esempio "classico" del genere risalente agli anni Settanta, e tre opere contemporanee quali il ciclo delle Incarnazioni, la Trilogia delle Tre Spade e la saga della Ruota del Tempo; ad esse si affiancarono pure i primi sei romanzi del ciclo del Mondo Disco, divenuto col tempo una pietra miliare del fantasy umoristico, e i primi due volumi del Libro Segreto di Paradys, un esempio di dark fantasy con venature ucroniche. 
Per tutta la sua attività Biblioteca di Fantasy mantenne una cadenza di pubblicazione abbastanza irregolare e venne infine chiusa nell'estate 1993, lasciando in sospeso pressoché tutte le serie del suo catalogo: i diritti sul Mondo Disco passarono quindi da Mondadori ad altri editori, il quarto volume della saga delle Incarnazioni apparve in Urania Fantasy, e infine la Trilogia delle Tre Spade e la saga della Ruota del Tempo vennero trasferite nella collana IperFICTION di Interno Giallo, un'etichetta separata entro il gruppo Mondadori.

## Elenco delle uscite
| Numero | Autore                                           | Titolo                                            | Note | Anno           | ISBN       |
| ------ | ------------------------------------------------ | ------------------------------------------------- | --- | -------------- | ---------- |
| 1      | Stephen R. Donaldson                             | La conquista dello Scettro                        | Primo romanzo delle Cronache di Thomas Covenant l'incredulo. | Maggio 1989    | 8804327154 |
| 2      | Stephen R. Donaldson                             | La guerra dei Giganti                             | Secondo romanzo delle Cronache di Thomas Covenant l'incredulo. | Ottobre 1989   | 880432967X |
| 3      | Stephen R. Donaldson                             | L'assedio della Rocca                             | Terzo romanzo delle Cronache di Thomas Covenant l'incredulo. | Maggio 1990    | 8804336226 |
| 4      | Michael Shea                                     | La Leggenda di Nifft                              | Primo romanzo della trilogia di Nifft. | Aprile 1990    | 8804336242 |
| 5      | Piers Anthony                                    | Sul destriero immortale                           | Primo romanzo dell'ottologia delle Incarnazioni. | Ottobre 1990   | 8804341769 |
| 6      | Stephen R. Donaldson                             | Il Sole ferito                                    | Primo romanzo delle Seconde Cronache di Thomas Covenant l'incredulo. | Gennaio 1991   | 8804341777 |
| 7      | Michael Moorcock                                 | La saga di Gloriana                               | | Maggio 1991    | 880434850X |
| 8      | Tanith Lee                                       | Gli Imperi Azzurri                                | Raccolta di tre romanzi brevi, primo volume della tetralogia del Libro Segreto di Paradys. | Giugno 1991    | 8804348542 |
| 9      | Piers Anthony                                    | Attraverso la Clessidra                           | Secondo romanzo dell'ottologia delle Incarnazioni. | Settembre 1991 | 8804351039 |
| 10     | Terry Pratchett                                  | I colori della Magia. La trilogia del Mondo Disco | Omnibus di tre romanzi dell'universo del Mondo Disco: 1. Il colore della magia. Primo romanzo del ciclo di Scuotivento. 2. La luce fantastica. Secondo romanzo del ciclo di Scuotivento. 3. L'arte della magia. Primo romanzo del ciclo delle Streghe. | Ottobre 1991   | 8804350857 |
| 11     | Greg Hildebrandt, Tim Hildebrandt, Jerry Nichols | Urshurak                                          | Volume illustrato e cartonato. | Novembre 1991  | 8804350865 |
| 12     | Tanith Lee                                       | Il regno della magia                              | Secondo romanzo della tetralogia del Libro Segreto di Paradys. | Febbraio 1992  | 8804355883 |
| 13     | Piers Anthony                                    | La vendetta di Niobe                              | Terzo romanzo dell'ottologia delle Incarnazioni. | Maggio 1992    | 8804361808 |
| 14     | Tad Williams                                     | Il trono del drago                                | Primo romanzo della Trilogia delle Tre Spade. | Giugno 1992    | 8804350822 |
| 15     | Stephen R. Donaldson                             | L'Albero Magico                                   | Secondo romanzo delle Seconde Cronache di Thomas Covenant l'incredulo. | Settembre 1992 | 8804355875 |
| 16     | Terry Pratchett                                  | Il mondo del Disco. La seconda trilogia           | Omnibus di tre romanzi dell'universo del Mondo Disco: 1. Mort l'apprendista. Primo romanzo del ciclo di Morte. 2. Stregoneria. Terzo romanzo del ciclo di Scuotivento. 3. Sorellanza stregonesca. Secondo romanzo del ciclo delle Streghe.             | Ottobre 1992   | 880436520X |
| 17     | Robert Jordan                                    | L'occhio del mondo                                | Primo romanzo del ciclo della Ruota del Tempo. | Novembre 1992  | 8804360569 |
| 18     | Stephen R. Donaldson                             | L'Oro Bianco                                      | Terzo romanzo delle Seconde Cronache di Thomas Covenant l'incredulo. | Marzo 1993     | 8804367806 |
| 19     | Tad Williams                                     | La pietra dell'addio                              | Secondo romanzo della Trilogia delle Tre Spade. | Giugno 1993    | 8804373318 |